# Groupe 43 (collectif artistique)
Pour le groupe antifasciste britannique, voir Groupe 43.
Le Groupe 43 ('43 Group, en référence à la date de création dudit groupe en 1943) a été le premier mouvement d'art moderne à Sri Lanka. Les artistes du Groupe 43 n'étaient pas liés par un style commun, mais ils démontraient un engagement envers la liberté de création et le rejet d'un art trop académique et rigide.

## Histoire

### Prémices
La diffusion à Sri Lanka des tendances les plus récentes de l'art a été le fait d'artistes tels Lionel Wendt, Justin Daraniyagala ou Harry Pieris qui partirent étudier en Europe dans les années 1920. Lionel Wendt de retour d'Europe en 1924, était un pianiste et un photographe de talent. Homme cultivé, animé d'un esprit expérimental et d'idées progressistes, abonné à de nombreuses revues d'art et de littérature, il devint le protecteur extrêmement dévoué d'un groupe de peintres qui comptait, parmi ses membres, son ami d'enfance George Keyt.
Le peintre anglais Charles Freegrove Winzer (1886-1940), arrivé à Sri Lanka en 1921 en tant qu'inspecteur pour l'art attaché au département de l'éducation auprès du gouvernement de Ceylan, a également eu un rôle considérable en présentant dans ce pays les dernières tendances européennes. Il fonda en 1922 le Ceylon Art Club qui s'opposait à l'officielle et victorienne Ceylon Society of Arts. Les expositions annuelles du Ceylon Art Club jusqu'en 1931 étaient le lieu d'importants accrochages de peintres qui débutaient comme George Keyt, Geoffrey Beling, Justin Daraniyagala et Harry Pieris qui, par la suite, allaient constituer le Groupe 43.
Winzer et Wendt tenaient en haute estime les cultures millénaires de Sri Lanka et ils considéraient qu'un art moderne propre à Sri Lanka devait naître de ces traditions. Dans sa dernière allocution devant le Ceylon Art Club en 1931, Winzer estimait que « les valeurs éternelles de l'art telles qu'elles se révèlent à Anuradhapura et Polonnaruwa devraient être étudiées et une continuité avec ces valeurs atteinte. (…) Cette continuité est plus proche de la conception décorative de l'art moderne que la joliesse plus vraie que nature et ou que l'harmonie bon marché de réalisations académiques. »

### Réunion inaugurale
Le 29 aout 1943 à Colombo est fondé le Groupe 43, avec Lionel Wendt pour chef de file. La réunion inaugurale se tient dans sa maison au 18 Guildford Crescent. Le procès-verbal indique que les personnes présentes étaient Lionel Wendt, Harry Pieris, George Claessen, Lester James Peries, Ivan Peries, Aubrey Collette et Richard Gabriel. Il est décidé de limiter l'organisation au minimum en formant un comité de douze personnes, sans président : W.J.G. Beling, Aubrey Collette, Ralph Claessen, Justin Daraniyagala, Richard Gabriel, S.R. Kanakasabai, George Keyt, Manjusri Thero, Ivan Peries et Lionel Wendt. Harry Pieris est le secrétaire honoraire et George Claessen le trésorier honoraire.
Beling, qui a succédé à Winzer en tant qu'inspecteur des arts au ministère de l'Éducation, cesse de peindre en 1945. Manjusri, alors prêtre bouddhiste, participe aux deux premières expositions avant de démissionner du Groupe en 1944. Ralph Claessen et S.R. Kanakasabai cessent leur participation avec le Groupe après les premières expositions,.

### Expositions et activités à Sri Lanka
La première exposition a lieu du 20 au 28 novembre 1943 à Colombo. Les premières réactions de la presse locale sont pour la plupart défavorables. Ce n'est qu'après avoir exposé à l'étranger, où ces artistes reçoivent un accueil très favorable de la critique internationale, que leur art commence à être reconnu et respecté dans leur pays.
À la mort de Lionel Wendt en 1944, Harry Pieris lui succède et assume la direction administrative. Sa résidence devient le nouveau lieu de rencontre des artistes du Groupe dont l'activité est marquée jusqu'en 1967 par une exposition annuelle.
Le Groupe 43 parraine également des représentations de danses kandyennes, des expositions de reproductions photographiques des fresques d'Ajanta et de sculptures khmères ou de tirages d'impressionnistes français,,.

### Expositions à l’étranger
En novembre 1952, le Groupe est invité à exposer à Londres à l'Imperial Institute Gallery, South Kensington. L'intérêt suscité par l’exposition londonienne conduit à une exposition en novembre 1953 au Petit Palais, à Paris. Dans sa préface de l'exposition au Petit Palais en 1953, Pierre de Francia écrit : « Ce qui caractérise cette école, ce qui la rend vivante, c'est l'effort accompli vers une synthèse entre une tradition millénaire et le XXe siècle. (…) Si dans certains stages de l'œuvre de Keyt nous pouvons trouver des traces d'influence européenne, si un certain expressionnisme se manifeste dans la peinture de Daraniyagala, ces influences sont très vite assimilées et dépassées : l'essence même d'une expression spécifiquement cinghalaise, un méridionalisme de l'Asie, est toujours présent. »
Plusieurs jeunes artistes rejoignent le groupe et participent à ses expositions, dont Ranjit Fernando et Neville Weereratne. Fernando contribue largement à attirer l'attention internationale sur le travail du Groupe en organisant ses premières expositions européennes et les suivantes. Il se charge de collecter des fonds privés car ni le Ceylon Arts Council (organisme d’État) ni la Ceylon Society of Arts ne sont disposés à contribuer aux dépenses,. Fernando fait également en sorte que le travail des membres du groupe soit présenté dans des expositions internationales.
Les expositions britanniques de 1954 comprennent des expositions individuelles de George Keyt à l'Institute of Contemporary Arts et de Justin Daraniyagala à la Beaux Arts Gallery et une exposition collective présentée simultanément à l’Artists' International Association Gallery. La Heffer Gallery de Cambridge organise une exposition de cent quarante-trois tableaux du Groupe.
Justin Daraniyagala, Ivan Peries, Richard Gabriel et George Claessen, membres du groupe, exposent également leurs œuvres aux biennales de Venise (1956) et de São Paulo (1959).
Le Groupe se dissout au milieu des années 1960 à mesure que le climat politique s'aggrave à Sri Lanka et que de nombreux membres émigrent. La dernière exposition officielle du groupe a lieu en 1967.

## Principaux représentants
- Geoffrey Beling (1907 – 1992)
- George Claessen (1909 – 1999)
- Aubrey Collette (1920 – 1992)
- Justin Pieris Daraniyagala (1903 – 1967)
- Richard Gabriel (1924 – 2016)
- George Keyt (1901 – 1993)
- L.T.P. Manjusri (1902 – 1982)
- Ivan Peries (1921 – 1988)
- Harry Pieris (1907 – 1992)
- Lionel Wendt (1900 – 1944)